# Tram ATM 5001
Il tram ATM 5001, popolarmente Socimino, fu un prototipo di tram che ha circolato sulla rete tranviaria di Milano dal 1989, senza mai prestare servizio viaggiatori.
Tra i primi prototipi al mondo di tram a pianale interamente ribassato venne usato come base per i tram serie 9000 della rete tranviaria di Roma.
Successivamente conservato presso lo stabilimento della Fiat Ferroviaria di Savigliano, con il passaggio dell'azienda a  Alstom la vettura è stata venduta e poi demolita nel 2013.